# Макс Брод
Макс Брод (нім. Max Brod, івр. מקס ברוד; 27 травня 1884, Прага — 20 грудня 1968, Тель-Авів) — німецькомовний чеський, а згодом ізраїльський письменник єврейського походження, композитор та журналіст. Хоча він написав чимало робіт, найбільш відомим став як друг та життєписець Франца Кафки. Як розпорядник літературної спадщини Кафки, Брод не виконав прохання Франца спалити його роботи, натомість опублікував їх.

## Біографія
Народився в німецькомовній єврейській родині. Закінчив німецький університет Карла-Фердинанда в Празі. З 1912 року примкнув до сіонізму, після 1918 р. — віце-президент Єврейської національної ради (нім. Jüdischer Nationalrat). 1902 року познайомився і здружився з Францом Кафкою, пізніше став його духівником і публікатором його творів, написав біографію Кафки і кілька книг про нього, монографію про німецькомовну літератури Праги. 1939 року разом із дружиною переїхав до Палестини. Писав для театру Габіма.

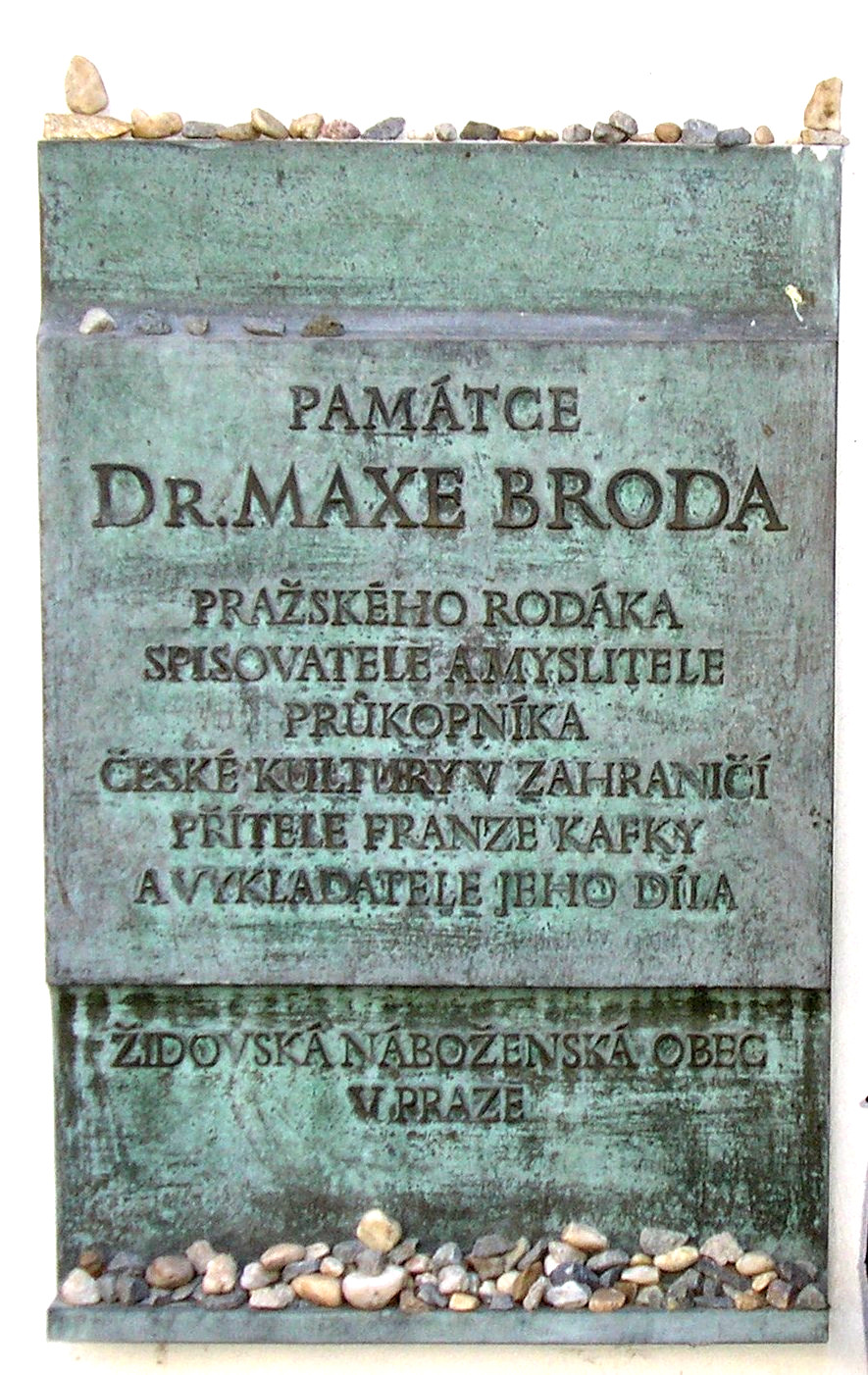
Пам'ятний знак, присвячений Максові Броду біля могили Франца Кафки.

## Творчість
Брод написав кілька романів і збірок новел, писав також драматургію. Пропагандист творчості Верфеля, Гашека, Яначека (про якого написав книгу). Полемізував із Карлом Краусом, його особисте трактування творчості Кафки оскаржував Вальтер Беньямін. Виступав як музикант і музичний критик, переклав лібрето опер Сметани і Яначека німецькою, написав монографію про Малера, біографію Гейне.

## Твори

### Романи
- Schloss Nornepygge (1908)
- Ein tschechisches Dienstmädchen (1909)
- Jüdinnen (1911)
- Tycho Brahes Weg zu Gott (1916)
- Reubeni, Fürst der Juden (1925)
- Die Frau, nach der man sich sehnt (1927)
- Galilei in Gefangenschaft (1948)
- Unambo (1949)
- Der Meister (1952, роман про життя Христа)
- Prager Tagblatt (1957)
- Mira (1958)
- Die Rosenkoralle. Ein Prager Roman (1961)

### Новели
- Die Erziehung zur Hetäre (1909)
- Weiberwirtschaft. Novellen (1913)
- Novellen aus Böhmen (1936)

### Есеї, статті, біографічні твори
- Heidentum, Christentum und Judentum (1922)
- Sternenhimmel. Musik- und Theatererlebnisse (1923)
- Leoš Janáček: Leben und Werk (1924)
- Heinrich Heine (1934)
- Rassentheorie und Judentum (1936)
- Franz Kafka, eine Biographie (1937)
- Von der Krisis der Seelen und vom Weltbildes der neuen Naturwissenschaft (1946)
- Von der Unsterblichkeit der Seele, der Gerechtigkeit Gottes und einer neuen Politik (1947)
- Franz Kafkas Glauben und Lehre (1948)
- Israels Musik (1951)
- Streitbares Leben: Autobiographie (1960)
- Beispiel einer Deutsch-Jüdischen Symbiose (1961)
- Der Prager Kreis (1966)